# Berliner Winterbahnrennen

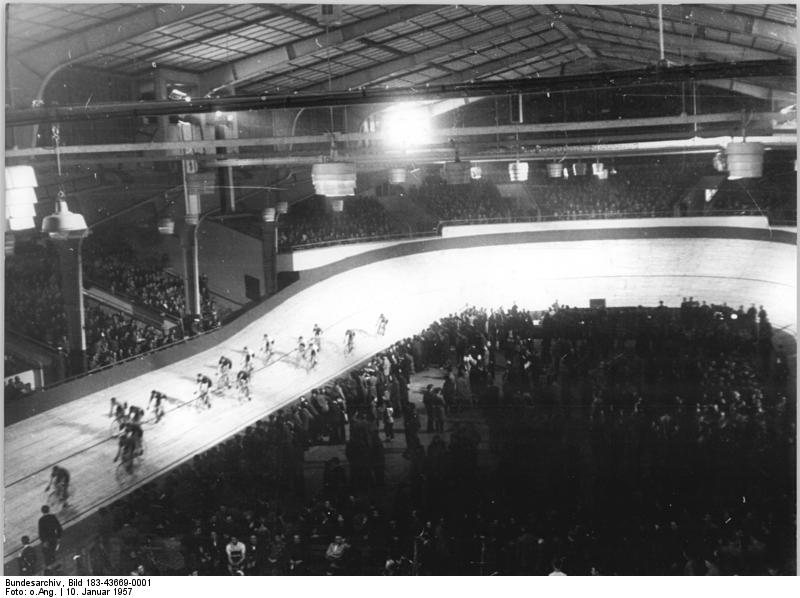
Premiere der Winterbahn-Saison im Jahre 1957

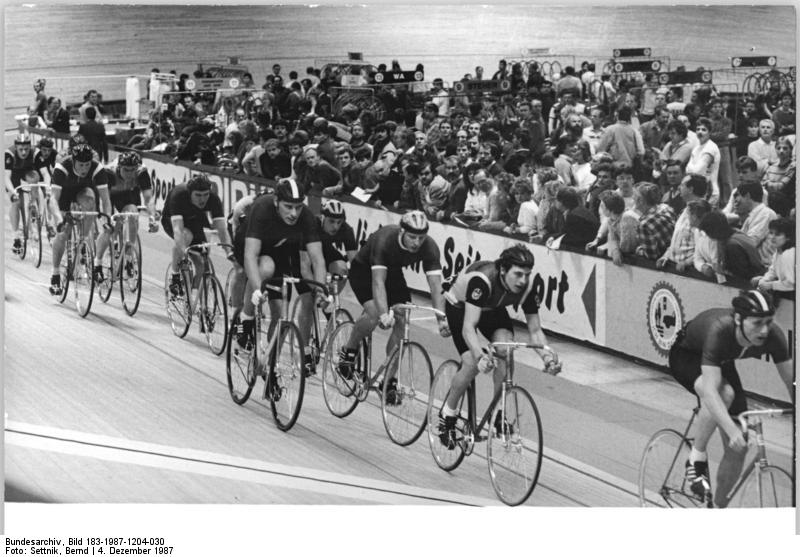
Rennen auf der Winterbahn 1987

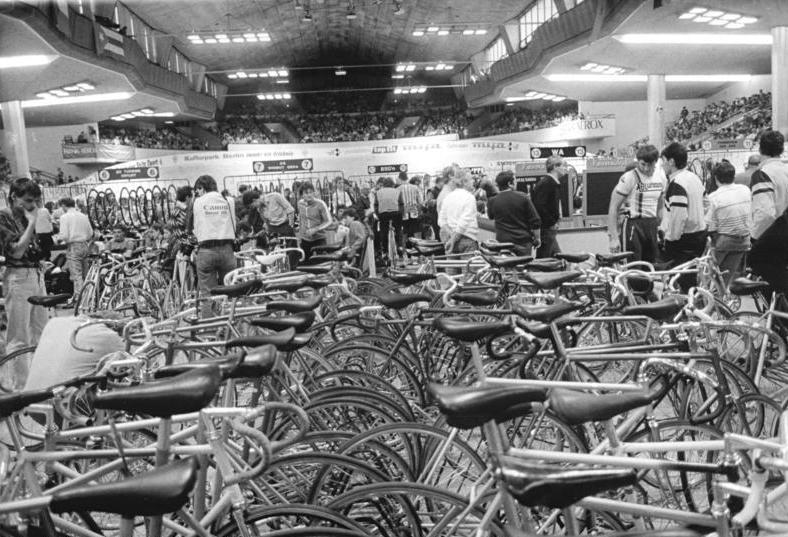
Das Fahrerlager (1989)

Die Berliner Winterbahnrennen fanden von 1950 bis 1989 in der Werner-Seelenbinder-Halle in Ost-Berlin statt. Sie galten als DDR-Pendant zum West-Berliner Sechstagerennen, es starteten ausschließlich Amateure.
Im Frühjahr 1950 wurde die einstige Großmarkthalle des Zentralvieh- und Schlachthofes im Arbeiterbezirk Prenzlauer Berg zur „Werner-Seelenbinder-Halle“ für verschiedene Veranstaltungen umgebaut und auch eine Radrennbahn installiert; im selben Jahr fand am 19. November ein einziger Renntag statt. Ab 1952 wurden jährlich die zwischen vier bis sechs Wochen dauernden Winterbahnrennen ausgetragen, bei denen verschiedene Wettkämpfe auf dem Programm standen wie „Die Stunde der Matadoren“, die Internationale Stehermeisterschaft von Berlin oder „1001 Runde“. Renntage waren immer mittwochs, freitags und sonnabends, der Eintritt kostete zwischen 2,05 und 6,05 DDR-Mark. An den Sonntagen fanden die Rennen der verschiedenen Nachwuchsklassen statt. Bei diesen Wettbewerben war der Eintritt für Jugendliche frei.
Erster Sieger des Eröffnungswettbewerbs am 19. November 1950 war Detlef Zabel, der Vater von Erik Zabel. Weitere Sieger waren Hans Wagner, Horst Pötsch, Erich Stammer und Gerhard Huschke. Diese erste Winterbahnsaison bestand nur aus diesem einem Rennabend, da noch etliche technische Anlagen nur provisorisch ausgelegt waren. Im Laufe der Jahre wurden Rennen eingeführt, die mit den West-Berliner Sechstagerennen Gemeinsamkeiten aufwiesen, wie z. B. „6 Tage um den Preis der Jungen Welt“. Diese Rennen gingen über sechs hintereinanderliegende Rennabende, die am frühen Abend begannen und gegen 1 Uhr morgens endeten. Die Renntage wurden durch Jugendrenntage an Nach- oder Vormittagen ergänzt und waren nahezu durchgängig ausverkauft. Der Schwerpunkt der ausgetragenen Disziplinen lag im Interesse des DDR-Sports auf den olympischen Disziplinen, wozu das Zweier-Mannschaftsfahren nicht gehörte.
Die Berliner Winterbahnrennen waren ohne kommerziellen Aspekt: Es gab keinen Showteil, Alkohol und Rauchen waren in den meisten Jahren verboten, und erst ab den 1980er Jahren gab es Autogrammkarten der Fahrer. Trotzdem waren die Rennen wegen der familiären Atmosphäre im kleinen „Nudeltopf“, wie die Radrennbahn genannt wurde, äußerst populär. Neben namhaften ausländischen Fahrern wie Giuseppe Saronni (Italien), Stan Tourné (Belgien) oder John Nicholson (Australien) starteten alle DDR-Nationalfahrer. Besondere Lieblinge des Publikums waren Fahrer wie Volker Winkler (Cottbus), Detlef Macha (Erfurt) und Norbert Dürpisch (Frankfurt/Oder) oder der Berliner Dieter Stein (heutiger Sportlicher Leiter des Berliner Sechstagerennens), die vor allem auf der Winterbahn brillierten. Sie waren die

„[…] Akteure, die es fertig bringen, an 18 dieser Winterabende jedes Mal 3500 Berliner zur Winterbahn zu bringen. Und viel mehr bewegen würden, wenn die Werner-Seelenbinder-Halle mehr fassen könnte. Das erste Steherrennen beginnt erfahrungsgemäß Wochen vorher beim Kartenverkauf. Wenn das kein Gütezeichen ist.“

Von 1976 bis 1990 wurden die DDR-Meisterschaften für Männer auf der Winterbahn ausgefahren, für die Frauen von 1986 bis 1990.
Während der letzten Saison 1989 waren die Grenzen zwischen beiden deutschen Staaten offen, und es strömten Fahrer wie Zuschauer aus West-Berlin und der Bundesrepublik Deutschland zu den Winterbahnrennen. 1993 wurde die Werner-Seelenbinder-Halle abgerissen; an ihrer Stelle steht heute das Velodrom, in dem seit 1997 das Berliner Sechstagerennen stattfindet. Der heutige große Zuspruch des Berliner Publikums für das Sechstagerennen wird u. a. auf die damalige Popularität der Winterbahnrennen an selber Stelle zurückgeführt.